# Tè cinese

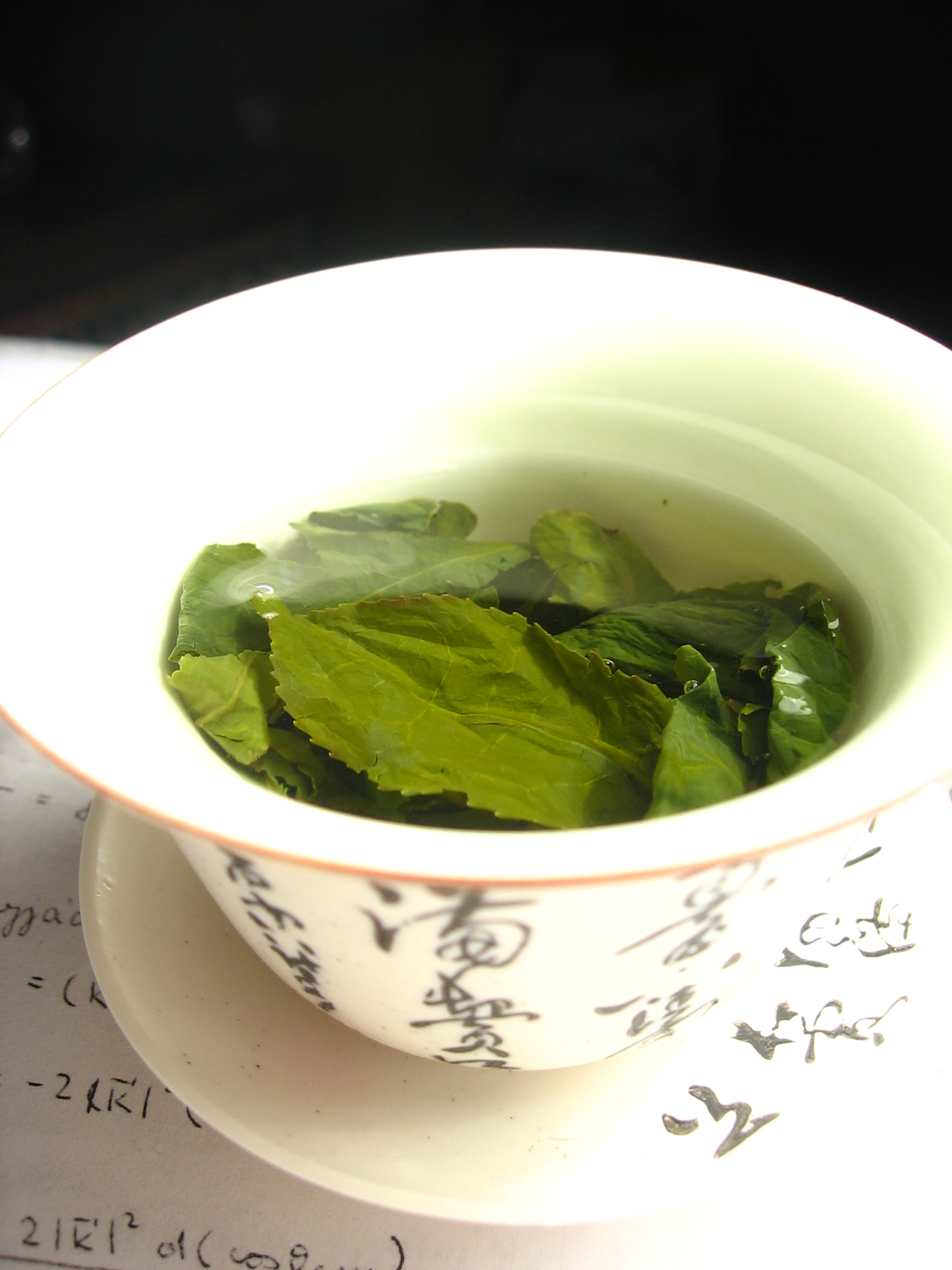
Foglie di tè verde in una tipica tazza (gaiwan)

Il tè cinese è una bevanda che si ottiene immergendo le foglie della pianta del tè (Camellia sinensis) in acqua bollente. Le foglie di tè sono lavorate con metodi tradizionali cinesi. Il tè cinese può essere bevuto durante tutto l'arco della giornata, anche durante i pasti al posto dell'acqua, o perché ritenuto salutare o per il semplice piacere di assaporarlo.

## Storia

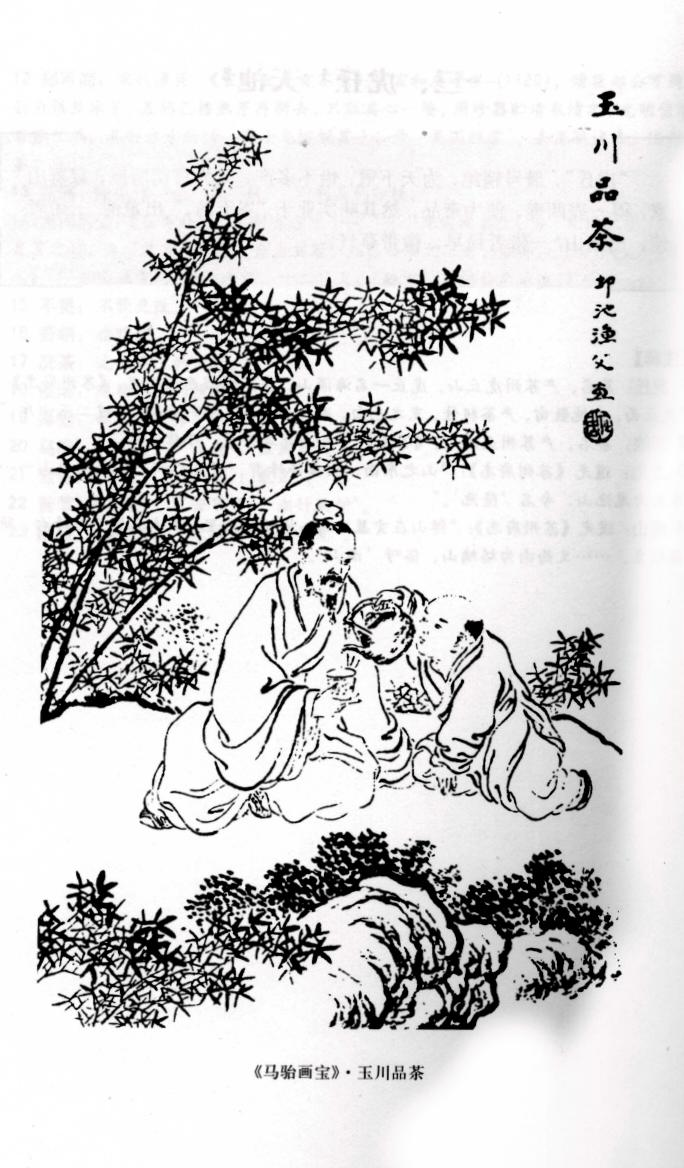
Assaggiatore di tè

Il tè ha una lunga storia in Cina. Anche se ha avuto origine in Cina durante la dinastia Tang, con tè cinese ci si riferisce generalmente a foglie di tè che sono state lavorate usando metodi trasmessi dalla Cina antica. Secondo una leggenda popolare, questa bevanda fu scoperta dall'imperatore Shennong nel 2737 a.C., a seguito della caduta casuale di una foglia di questa pianta nell'acqua che stava facendo bollire. Il tè è parte integrante della storia e della cultura cinese. Con la legna da ardere, il riso, l'olio, il sale, la salsa di soia e l'aceto, è considerato una delle sette necessità fondamentali della vita cinese.
Il tè cinese può essere classificato in cinque categorie: bianco, verde, oolong, nero e postfermentato. Alcuni aggiungono altre categorie per tè profumati e pressati. Tutti questi tipi vengono dalle varietà della pianta della Camellia sinensis. La maggior parte dei tè cinesi è consumata in Cina e non viene esportata, tranne che per le comunità cinesi che risiedono all'estero. Il tè verde è la varietà più consumata in Cina.
All'interno di queste categorie principali c'è una vastissima gamma di bevande. Alcuni ricercatori ne hanno contate più di 700, mentre altri alzano il conteggio ad oltre il migliaio. Alcune variazioni sono dovute alle diverse specie della Camellia sinensis. Ad esempio la popolare Tieguanyin risale ad una pianta scoperta ad Anxi nella provincia del Fujian. Alcune caratteristiche sono anche dettate dal clima in cui cresce. Il fattore che però influisce di più sulla differenziazione del tè è la lavorazione che avviene dopo la raccolta delle foglie. Il tè verde e il tè bianco subiscono un processo termico (殺青T, 杀青S) subito dopo essere stati raccolti in modo da evitare l'ossidazione, spesso chiamata fermentazione, dovuta agli enzimi naturalmente presenti nelle foglie. I tè oolong sono parzialmente ossidati. Il tè nero è completamente fermentato. Altre differenze emergono da variazioni durante altri passi del processo di lavorazione.

### Dinastia Song
Il tè era un'importante parte del raccolto in epoca Song, infatti veniva anche usato per pagare le tasse (tributo del tè). Il tè delle province del Zhejiang e del Fujian veniva inoltre esportato nel sud-est asiatico e negli stati arabi.
Durante la dinastia Song, il tè iniziò ad essere pressato in blocchetti, spesso di forma circolare, per conservarlo meglio. Alcuni erano decorati con stampi di draghi cinesi o del Fenghuang e venivano chiamati con nomi esotici.

### Dinastia Ming
Lo studioso Wen Zhenheng nella sua opera enciclopedica Zhang Wu Zhi (長物志T, 长物志S, lett. "Trattato su cose superflue"), volume 12, descrive molti famosi tè prodotti durante la dinastia Ming, fra cui i seguenti.

#### Tè huqiu e tianchi
Durante questo periodo, il tè Huqiu è stato sviluppato per essere il miglior tè del mondo; la produzione era però piuttosto limitata e controllata dal governo cinese. Alcuni però ritengono che il tè Tianchi sia ancora migliore (cinese:  天池茶 "Lago del Cielo").

#### Tè Jie
Il tè Jie, proveniente dalla provincia dello Zhejiang, è considerato una bevanda per intenditori, oltre ad essere piuttosto costoso.

#### Tè Lu'an
Il tè Lu'an (Chinese:  六安茶) è usato nella medicina cinese. Rischia di essere amaro e di non liberare il suo aroma se non viene preparato nel modo corretto. La sua qualità è considerata piuttosto buona. Questo tipo di tè può dare sollievo a chi soffre di problemi gastrici.
Il tè Lu'an è ancora prodotto nella provincia dello Anhui in Cina. La varietà che viene da Jinzhai è considerata di qualità superiore, in quanto la pianta viene coltivata in una grotta con moltissimi pipistrelli, che sono molto utili per fertilizzare il terreno.

#### Tè Songluo
Il tè Songluo viene prodotto sulla montagna Songluo, situata a nella provincia dello Anhui. Le piantagioni sono situate ad un'altitudine che varia dai 600 ai 700 metri.
Tutto il tè Songluo è prodotto in un'area molto ristretta e ci sono soltanto poche famiglie che se ne occupano. Il tè preparato a mano dai monaci che risiedono sulla montagna può essere poi ancora migliore.

#### Tè Longjing e Tianmu
Queste due varietà di tè possono essere connesse col tè Tianchi a causa del clima in cui crescono le piante. Siccome le stagioni fredde arrivano prima in montagna e d'inverno c'è molta neve, le piante di tè germogliano più tardi.

## Cultura

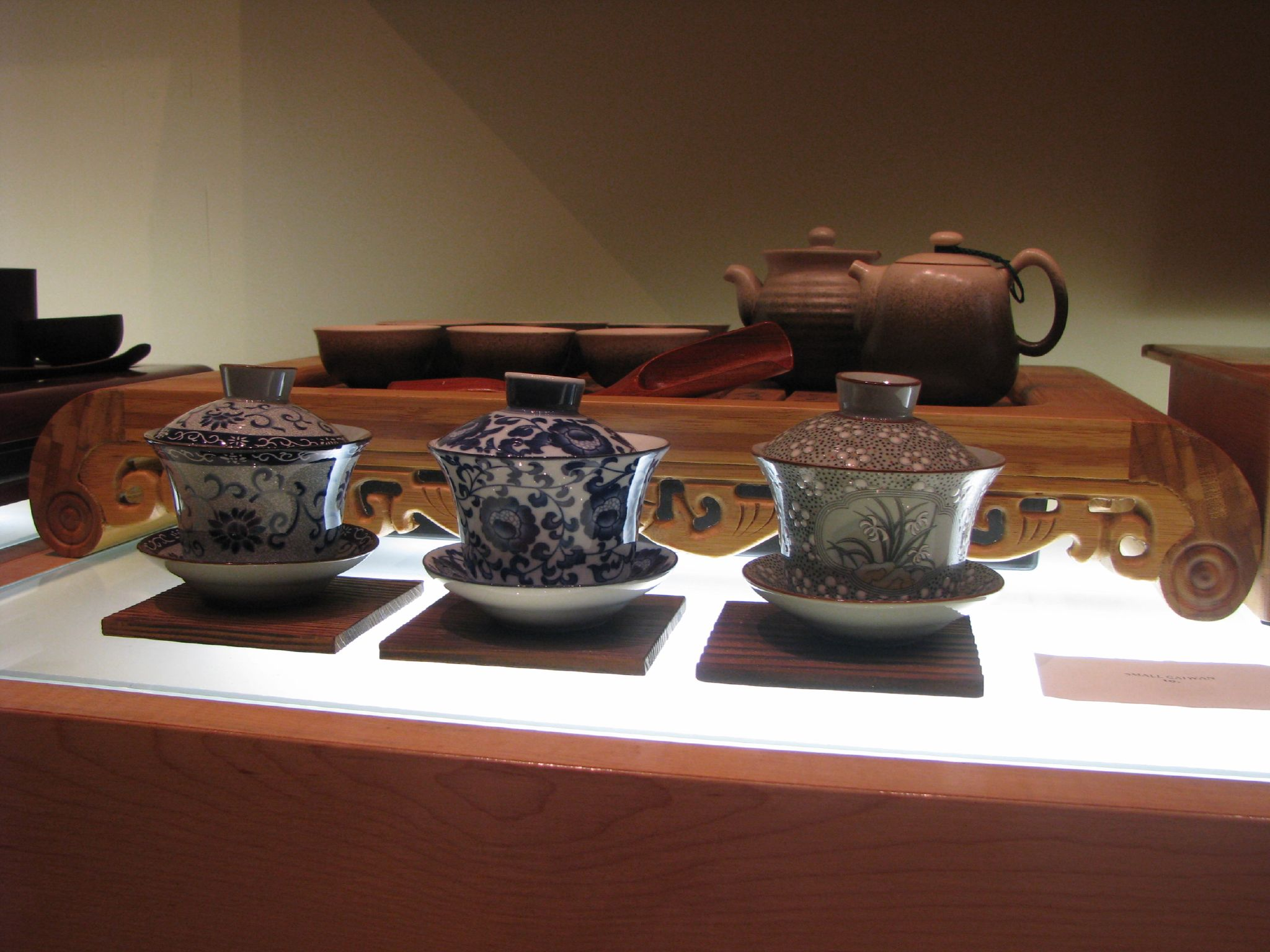
Utensili da tè cinesi, inclusi tre gaiwan

### Usanze
Nei ristoranti in Cina accade spesso che i clienti puliscano le loro ciotole e i vari utensili a tavola, sciacquandoli con il tè. Il tè può essere versato sugli utensili in un'altra delle loro tazze, oppure il ristorante fornisce una ciotola più grande proprio per raccogliere il tè usato per sciacquare le tazze.

## Economia

### Produzione

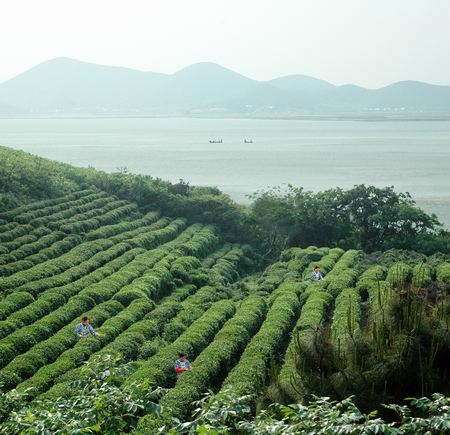
Coltivazione di tè verde in Cina

I migliori tè verdi e bianchi sono prodotti a partire da piccoli germogli di tè che vengono raccolti all'inizio della primavera. Questi germogli possono essere composti da un singolo bocciolo, un bocciolo con una foglia attaccata o anche con due foglie leggermente aperte. Normalmente le foglioline non devono superare la lunghezza del bocciolo.
I tè più ossidati — come ad esempio il tè oolong — sono prodotti a partire da foglie già più grandi. 
Non tutti i tè pregiati sono fatti con foglie appena nate. Il tè verde più apprezzato, il Lu An Gua Pian, è prodotto da foglie mature.
Per tradizione, i boccioli e le foglioline vengono raccolti prima del 5 aprile, data della festa di Qingming. Normalmente si inizia il raccolto quando il 5% della coltivazione è pronta, o quando i boccioli hanno raggiunto una certa misura. Alcuni raccolgono i germogli ogni uno o due giorni.